# Luke Kenny
Luke Kenny (født 14. juni 1974) er en vokalist i bandet, The Berzerker. Han er kendt for sine dybe og hurtige vokaler. Dog fortæller han i Interview, at han kan synge alt, og har valgt dødsmetal, da emnet om død, seriemordere og monstrer interessere ham.
Musiksmag: Slayer, Decide, Morbid Angel